# 中华人民共和国航空航天工业部

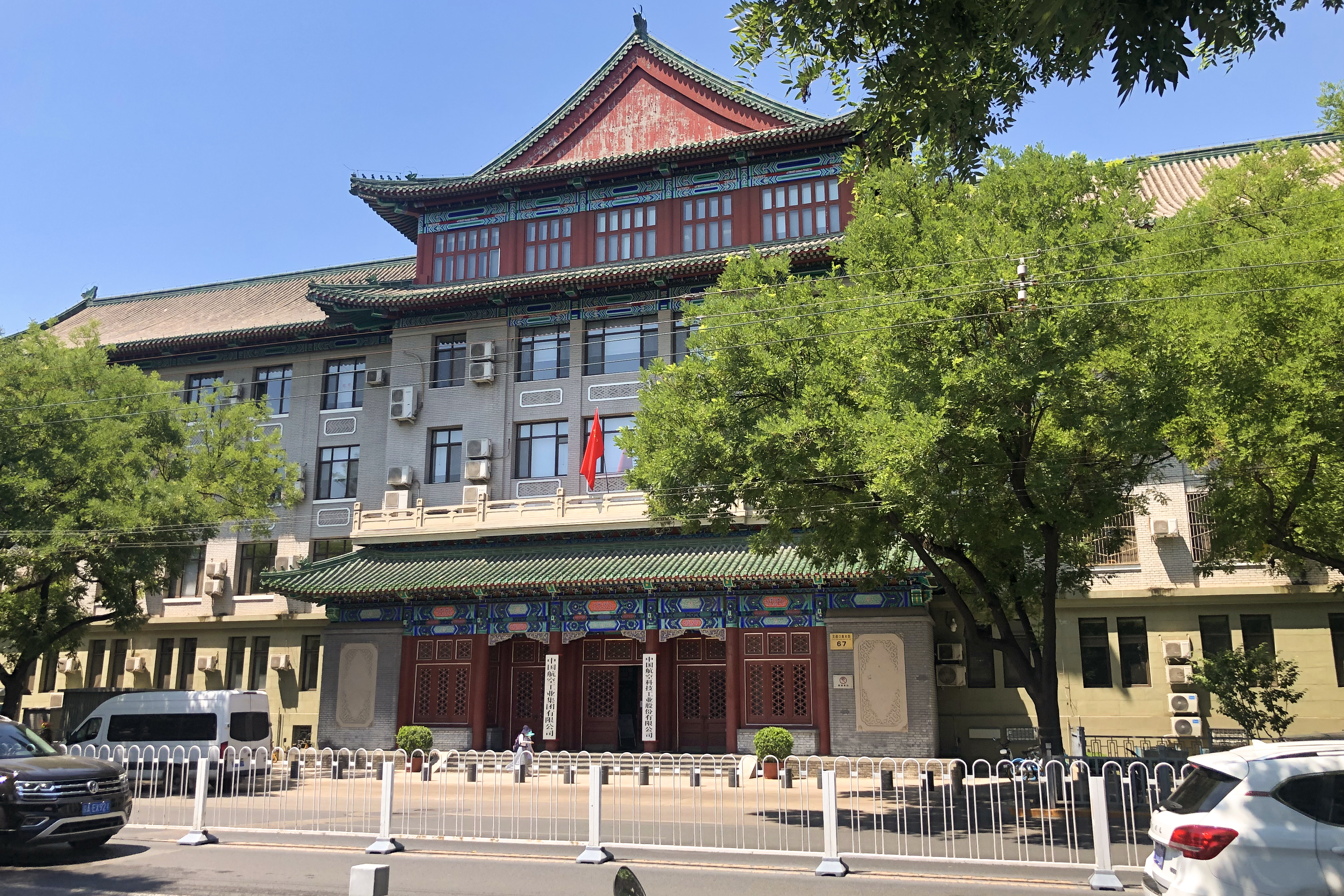
原航空航天工业部所在地

中华人民共和国航空航天工业部是1988年在航空工业部与航天工业部基础上成立的，位于北京市东城区交道口南大街67号，1993年国务院机构改革时撤销，成立中国航空工业总公司及中国航天工业总公司。

## 机构设置
| - 办公厅 - 综合处 - 秘书一处 - 秘书二处 - 文件档案一处 - 文件档案二处 - 办公室自动化处 - 信访处 - 党组办公室 - 政策法规处 - 政策研究室 - 新闻处 - 法制处 - 条法处 - 体制改革司 - 综合处 - 体制改革处 - 航空企事业管理处 - 综合计划司 - 规划处 - 航空科研处 - 航天综合计划处 - 航空固定资产投资处 - 航空综合计划处 - 技术改造处 - 航天固定资产投资处 - 专业技术发展处 - 对外经济贸易处 - 信息统计处 - 综合处 - 机电设备进口审查办公室 - 机电设备出口审查办公室 - 科学技术司 - 航空预研发展处 - 航空综合技术处 - 电子预研处 - 航天工艺材料机械预研处 - 航天综合技术处 | - 生产调度司 - 生产技术处 - 航空产品处 - 机动节能处 - 安全技术处 - 民品司 - 综合计划处 - 交通能源处 - 机械装备处 - 电子家电处 - 质量司 - 综合管理处 - 军机质量监督处 - 民机质量监督处 - 星箭质量监督处 - 战术导弹质量监督处 - 标准计量处 - 民用飞机系统工程司 - 综合技术处 - 干线飞机处 - 通用飞机处 - 支线飞机货机处 - 技贸处 - 军用飞机系统工程司 - 综合处 - 轰炸机处 - 十号工程处 - 歼八处 - 歼七、强五处 - 导弹、无人机处 - 财务司 - 综合处 - 企业财务一处 - 企业财务二处 - 科研财务处 - 事业财务处 - 科研事业财务处 - 外事财务处 - 价格处 - 价格检查办 | - 建设司 - 基建计划财务一处 - 基建计划财务二处 - 基建管理一处 - 基建管理二处 - 环境保护办公室 - 人事劳动司 - 综合处 - 计划调配处 - 企事业领导干部处 - 工资福利处 - 事业人事处 - 劳动组织处 - 机关人事处 - 专业技术干部处 - 集体经济处 - 国际合作司 - 综合处 - 航空科技处 - 航天科技处 - 人才交流处 - 对外经济联络处 - 教育司 - 综合处 - 院校处 - 职工教育一处 - 职工教育二处 - 保卫司 - 保卫一处 - 保卫二处 - 保卫三处 - 行政司 - 综合处 - 行政处 - 财务处 - 运输处 - 卫生处 |

## 主要领导
- 部长：林宗棠
- 副部长：姜燮生、刘纪原、何文怡、孙家栋